# Nur Tatar
Pour les articles homonymes, voir Tatar (homonymie).
Nur Tatar Askari, née le 16 août 1992 à Van, est une taekwondoïste turque.

## Biographie
Née à Van à l'extrême est de la Turquie en 1992, elle commence le taekwondo au lycée et gagne sa première médaille à 15 ans. Elle a d’abord évolué à Istanbul avant d’être transféré dans un club d’Ankara.

## Palmarès

### Jeux olympiques
- Médaille d'argent des -67 kg en 2012 à  Londres (détails).
- Médaille de bronze des -67 kg en 2016 à  Rio de Janeiro (détails).

### Championnats du monde
- Médaille d'argent des -67 kg en 2017 à  Muju.
- Médaille d'argent des -67 kg en 2015 à  Tcheliabinsk.
- Médaille d'argent des -67 kg en 2019 à  Manchester.

### Championnats d'Europe
- Médaille d'or des -67 kg en 2012 à  Manchester.
- Médaille d'argent des -67 kg en 2010 à  Saint-Pétersbourg.
- Médaille d'argent des -67 kg en 2016 à  Montreux.
- Médaille d'argent des -67 kg en 2018 à  Kazan.
- Médaille de bronze des -67 kg en 2014 à  Bakou.
- Médaille de bronze des -67 kg en 2019 à  Bari.
- Médaille de bronze des -67 kg en 2021 à  Sofia.

### Jeux européens
- Médaille de bronze des -67 kg en 2015 à  Bakou.